# Lobocleta pedissequa
Lobocleta pedissequa là một loài bướm đêm trong họ Geometridae.